# Saint-Marsal
Saint-Marsal (în catalană Sant Marçal) este o comună în departamentul Pyrénées-Orientales din sudul Franței. În 2009 avea o populație de 101 de locuitori.

## Evoluția populației
| An        | 1975 | 1982 | 1990 | 1999 | 2006 | 2009 |
| --------- | ---- | ---- | ---- | ---- | ---- | ---- |
| Populație | 108  | 104  | 77   | 85   | 101  | 101  |